# Джордж Рафт
Джордж Рафт (на английски: George Raft) е американски киноактьор, известен с ролите си в поредица гангстерски филми и криминални мелодрами от 30-те и 40-те години на 20 век. Умира в Лос Анджелис на 24 ноември 1980 от левкемия на 79 години. 

## Избрана филмография
| Година | Филм                        | Оригинално заглавие         | Роля                      | Режисьор        |
| ------ | --------------------------- | --------------------------- | ------------------------- | --------------- |
| 1932   | Белязаният                  | Scarface                    | Гуино (Литъл бой) Риналдо | Хауърд Хоукс    |
| 1934   | Болеро                      | Bolero                      | Раул                      | Уесли Ръгълс    |
| 1956   | Около света за 80 дни       | Around the World in 80 Days | персонал в сауна          | Майкъл Андерсън |
| 1959   | Някои го предпочитат горещо | Some Like It Hot            | Коломбо Гети              | Били Уайлдър    |
| 1967   | Казино Роял                 | Casino Royale               | себе си                   | Били Уайлдър    |